# Une étude en émeraude
Une étude en émeraude est un comic de Rafael Albuquerque et Rafael Scavone, adaptation de la nouvelle Une étude en vert (A Study in Emerald) de Neil Gaiman ayant remporté le prix Hugo de la meilleure nouvelle courte 2004.
Cette histoire mêle les univers d'Arthur Conan Doyle et de H. P. Lovecraft, respectivement créateurs de Sherlock Holmes et Cthulhu.

## Résumé
Un détective et un vétéran de retour d'Afghanistan décident de s'installer ensemble à Baker Street.
Lorsque l'inspecteur Lestrade, de Scotland Yard, vient les entretenir d'une affaire relevant de l'intérêt national, ils découvrent une scène de crime terrifiante, et le cadavre d'un prince... 

## Publication

### Version originale
- A Study in Emerald (2018, Dark Horse Comics)

### Version française
- Une étude en émeraude, Black River, 2022
Scénario : Neil Gaiman, Rafael Scavone et Rafael Albuquerque - Dessin : Rafael Albuquerque - Couleurs : Dave Stewart - (ISBN 9782384260010)